# آلفرد برگاوزن
آلفرد برگاوزن (انگلیسی: Alfred Berghausen; ۹ دسامبر ۱۸۸۹ – ۶ سپتامبر ۱۹۵۴) بازیکن فوتبال اهل آلمان بود.
از باشگاه‌هایی که در آن بازی کرده‌است می‌توان به اشاره کرد.
وی همچنین در تیم ملی فوتبال آلمان بازی کرده‌است.